# Drömhem och Trädgård
Drömhem och Trädgård är en tidning om hem och trädgårdsskötsel. Den bildades 2005 av LRF Media genom en sammanslagning av tidningarna Din trädgård och Äntligen hemma. 2013 såldes varumärket till Aller media.

### Fotnoter
1. 1 2 3  ”Fakta om Drömhem & Trädgård”. Aller media. Arkiverad från originalet den 28 november 2015. https://web.archive.org/web/20151128062045/http://www.aller.se/varumarken/magasin/dromhem-tradgard/. Läst 29 oktober 2015.
2. ↑  TS-kontrollerad upplaga 2014
3. ↑  Drömhem och Trädgård, Libris 9828540
4. ↑  ”Aller köper fem LRF-tidningar”. Dagens Nyheter. 2 maj 2013. http://www.dn.se/ekonomi/aller-koper-fem-lrf-tidningar/. Läst 29 oktober 2015.